# جيراردو كاستيلو
جيراردو كاستيلو (بالإسبانية: Gerardo Castillo)‏ (19 نوفمبر 1986 بمدينة مكسيكو في المكسيك - ) هو لاعب كرة قدم مكسيكي في مركز الدفاع. لعب مع أتلانتي إف سي ودورادوس سينالوا وطوروس نيزا.

## وصلات خارجية
- جيراردو كاستيلو على موقع قاعدة بيانات كرة القدم.إي يو (الإنجليزية)